# Malcolm Macdonald
Malcolm Ian Macdonald (ur. 7 stycznia 1950 w Londynie) – były angielski piłkarz i trener piłkarski.
W początkach kariery występował na pozycji obrońcy), by potem przenieść się do ataku. Jego pierwszym profesjonalnym klubem było Fulham. Po roku gry odszedł do Luton Town, gdzie dzięki swojej dobrej grze (49 goli w 88 meczach) zwrócił na siebie uwagę menedżera Newcastle United, Joe Harveya, który w lecie 1971 za sumę 180 tys. funtów pozyskał napastnika. Piłkarz został ulubieńcem kibiców, kiedy to zdobył trzy gole w swoim debiucie na domowym stadionie w spotkaniu z Liverpoolem.
Jako gracz Newcastle zadebiutował w reprezentacji Anglii, a miało to miejsce 16 kwietnia 1975 w spotkaniu z Walią. W 1975 w wygranym 5:0 meczu z Cyprem, Macdonald zdobył wszystkie pięć goli, co jest rekordem w reprezentacji. 
W 1976 za sumę 333 tys. funtów przeniósł się do Arsenalu. Przez dwa kolejne lata był najlepszym strzelcem zespołu. Na początku sezonu 1978/79, w meczu Pucharu Ligi Angielskiej z Rotherham United doznał kontuzji kolana. Sam zawodnik wspominał: "Ból w kolanie był potworny. (...) Po jakimś czasie zorientowałem się, że uśmierza go whiskey. (...) Tak zaczęły się moje problemy z alkoholem.". W sierpniu 1979, jako gracz szwedzkiego Djurgårdens IF, w wieku 29 lat zakończył karierę. Nigdy nie zdobył żadnego trofeum - dwukrotnie (raz w Newcastle, raz w Arsenalu) przegrywał w finale Pucharu Anglii. 
Po zakończeniu kariery był trenerem Fulham i Huddersfield Town. Potem wyjechał do Włoch, gdzie po nieudanych próbach biznesowych popadł w bankructwo. Po powrocie do Anglii pracował w radio, skąd został zwolniony za pijaństwo. Z nałogu wyszedł po udanej operacji kolana w 1997, zaś Macdonald przyznał: "Kolano przestało boleć, a ja przestałem pić". Obecnie pracuje jako dziennikarz radiowy w Newcastle.

## Literatura
- Szadkowski, Michał (2007). Seria "Słynne kluby piłkarskie - Arsenal". Biblioteka Gazety Wyborczej. ISBN 978-83-7552-054-5, (seria - ISBN 978-83-7552-058-3)